# Gare de Krebazza
La gare de Krebazza, est une ancienne gare ferroviaire algérienne située dans la commune d'El Biod, dans la wilaya de Naâma.

## Situation ferroviaire
Établie à une altitude de 1 056,750 m, la gare est située au point kilométrique (PK) 275,923 de la ligne de Oued Tlelat à Béchar, où elle est précédée de la nouvelle gare d'El Biod et suivie de l'ancienne gare de Teniet Er Relem. 

## Histoire
La gare est mise en service en 1882 lors de l'ouverture de la section d'El Biod à Mécheria de l'ancienne ligne à voie étroite de 1 055 mm d'Oran à Kenadsa via Saïda. Précédée de l'ancienne gare d'El Biod et suivie de l'ancienne gare de Teniet Er Relem, elle était située au PK 374,000 de cette ligne,,.
Cette gare fait partie des gares fortifiées en Algérie construites par l'armée française entre 1881 et 1906 le long de la ligne entre Saïda et Béchar.